# Conchucos
Conchucos es una ciudad peruana ubicada en la región Ancash, provincia de Pallasca, distrito de Conchucos. Es asimismo capital del distrito de Conchucos. Se encuentra a una altitud de 3251 m s. n. m.

## Clima
| Parámetros climáticos promedio de Conchucos | Parámetros climáticos promedio de Conchucos | Parámetros climáticos promedio de Conchucos | Parámetros climáticos promedio de Conchucos | Parámetros climáticos promedio de Conchucos | Parámetros climáticos promedio de Conchucos | Parámetros climáticos promedio de Conchucos | Parámetros climáticos promedio de Conchucos | Parámetros climáticos promedio de Conchucos | Parámetros climáticos promedio de Conchucos | Parámetros climáticos promedio de Conchucos | Parámetros climáticos promedio de Conchucos | Parámetros climáticos promedio de Conchucos | Parámetros climáticos promedio de Conchucos |
| Mes                                         | Ene.                                        | Feb.                                        | Mar.                                        | Abr.                                        | May.                                        | Jun.                                        | Jul.                                        | Ago.                                        | Sep.                                        | Oct.                                        | Nov.                                        | Dic.                                        | Anual                                       |
| ------------------------------------------- | ------------------------------------------- | ------------------------------------------- | ------------------------------------------- | ------------------------------------------- | ------------------------------------------- | ------------------------------------------- | ------------------------------------------- | ------------------------------------------- | ------------------------------------------- | ------------------------------------------- | ------------------------------------------- | ------------------------------------------- | ------------------------------------------- |
| Temp. máx. media (°C)                       | 22                                          | 22.5                                        | 22.5                                        | 26                                          | 25.2                                        | 22.5                                        | 22                                          | 22                                          | 21                                          | 22                                          | 23                                          | 24                                          | 22.9                                        |
| Temp. media (°C)                            | 12.7                                        | 12.3                                        | 12.5                                        | 12.1                                        | 11.2                                        | 10.6                                        | 10.6                                        | 10.7                                        | 11.6                                        | 12.2                                        | 12.2                                        | 12.6                                        | 11.8                                        |
| Temp. mín. media (°C)                       | 8                                           | 12                                          | 15                                          | 12.5                                        | 10                                          | 10                                          | 12                                          | 14.5                                        | 12                                          | 15                                          | 16                                          | 8                                           | 12.1                                        |
| Fuente: climate-data.org                    |                                             |                                             |                                             |                                             |                                             |                                             |                                             |                                             |                                             |                                             |                                             |                                             |                                             |

## Historia

### Época preinca
El desarrollo histórico de la cultura Chavín se considera como un «horizonte cultural» debido a sus influencias artísticas y religiosas presentes en otras culturas contemporáneas a ella. Gran parte de aquel desarrollo histórico corresponde al Periodo Formativo específicamente al Formativo Medio y al Formativo Superior que tiene como características la intensificación del culto religioso, la aparición de la cerámica estrechamente relacionada con los centros ceremoniales, la intensificación del cultivo del maíz y la papa, el perfeccionamiento de las técnicas agrícolas y el desarrollo de la metalurgia y la textilería.
Después de Chavín, surgió la cultura Recuay o Huaylas (siglo I), la cual, antes de anexarse al vasto Imperio inca, influyó en los moches y waris.

Grupos étnicos de Áncash a la llegada de los incas.

### Época inca
Durante los primeros años de la expansión del Tahuantinsuyo hacia el norte o chinchaysuyo, y luego de haber conseguido la rendición pasiva de los señoríos de pincos (territorio sureste de la actual provincia de Huari), el general inca Cápac Yupanqui (hermano del sapa inca Pachacútec) avanzó en dirección norte hacia el río Yanamayo, donde fue atacado por las huestes del Ejército Confederado de los Conchucos, siendo obligado a retroceder a las alturas de Yauya donde levantó el tambo militar de Maraycalle a 4.260 m s. n. m., este complejo fue el más grande de Áncash, sus ruinas miden 111x56 metros y se ubica a un costado del camino inca, que durante este trayecto logra alcanzar los 7 metros de ancho, por sus dimensiones pudo resguardar al menos 3000 hombres.

[...] Con esta respuesta entraron los incas en la provincia de allí enviaron el mismo recado a las demás provincias cercanas a ella (que entre otras hay, las más principales son Huaras, Piscobamba, Cunchucu), las cuales, debiendo seguir el ejemplo de Pinco, hicieron lo contrario: que se amotinaron y convocaron unas a otras, deponiendo sus pasiones particulares para acudir a la común defensa. Y así se juntaron y respondieron, diciendo que antes querían morir todos que recibir nuevas leyes y costumbres y adorar nuevos dioses. Que no los querían, que muy bien se hallaban con los suyos antiguos que eran de sus antepasados, conocidos de muchos siglos atrás. Y que el inca se contentase con lo que había tiranizado, pues con celo de religión había usurpado el señorío de tantos curacas como había sujetado. Dada esta respuesta, viendo que no podían resistir la pujanza del inca en campaña abierta, acordaron retirarse a sus fortalezas y alzar los bastiones y quebrar los caminos y defender los malos pasos que hubiese, lo cual todo apercibieron con diligencia y presteza [...]
 Inca Garcilaso de La Vega - Comentarios Reales - pg. 354 (1991).

Las etnias confederadas piscopampas, huaris y conchucos fueron derrotadas luego de medio año de asedios, posteriormente Túpac Yupanqui asentaría las bases para la sociedad inca imponiendo construyendo numerosos tambos a lo largo de todo el recorrido del camino inca por las provincias de Huari, Mariscal Luzuriaga, Sihuas y Conchucos.

### Conquista española
Conformación de las encomienda de Conchucos (1530-1560)

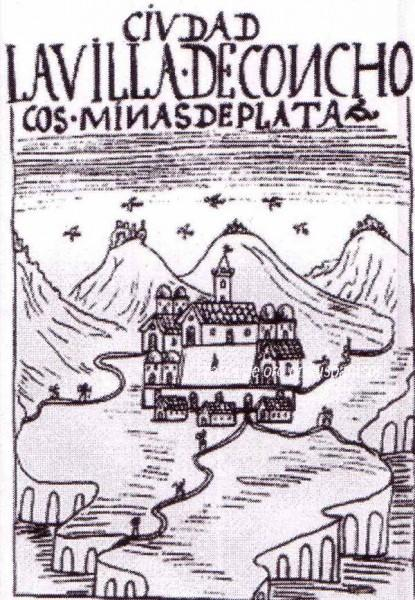
la villa de Conchucos, ilustración hecha por el cronista Guaman Poma de Ayala.

Durante la Conquista del Perú, cuando Francisco Pizarro tomó como rehén al inca Atahualpa en Cajamarca, ordena a una guarnición comandada por Hernando Pizarro que explorara los territorios del sur, este grupo lograría saquear Pachacámac para luego dirigirse a Jauja con 27 cargas de oro y 2 mil marcos de plata; donde apresan al general inca Calcuchimac, luego de esto, el viernes 21 de marzo de 1533, deciden retornar a Cajamarca haciendo la ruta del viaje por Tarma, Pumpú, y Huánuco Viejo hasta el 29 de marzo; desde este punto, toda la sierra oriental de Áncash desde Pincos hacia Huari, Maraycalla, Piscobamba, Sihuas, Conchucos y Andamarca hasta el 7 de abril de donde prosiguen a Huamachuco, Cajabamba e ingresan finalmente en Cajamarca, el 14 de abril de ese año, 1533.
Tras la retirada de las tropas de Manco Inca luego de fracasar en su intento de tomar Lima, el cabildo limeño ordenó a Francisco de Chaves ir a someter y pacificar a los indios que permanecían alzados en Huaura, Atavillos y Lampián (sierra del actual departamento de Lima); Huaylas y Conchucos; y Bombón, Tarma y Huánuco (sierra central del Perú). En Huamachuco se reunió con el capitán Miguel de la Serna, con el que inició la campaña, que fue muy cruel, especialmente en los Conchucos donde los indios tenían cercado a Gonzalo Pizarro y a sus hombres, que se hallaban en camino hacia la región amazónica. La represalia española sobrepasó los límites y desembocó en un verdadero genocidio: luego de quemar y empalar a hombres y mujeres, Chaves hizo asesinar a 600 niños menores de nueve años, a los que hizo previamente pronunciar su apellido en vez del nombre de Jesús. Este crimen fue condenado por los mismos españoles y fue denunciado ante la corte real. Toda un área extensa fue convertida en el corregimiento de Conchucos, involucrando bajo la misma jurisdicción a los pincos, huaris y piscopampas.

[...]En los Conchucos no dexaua de auer aposentos y otras cosas, como en los pueblos que se han passado: y los naturales son de mediano cuerpo. Andan vestidos ellos y sus mugeres: y traen sus cordones o señales por las cabecas. Afirman que los indios de esta prouincia fueron belicosos: y los Ingas
se vieron en trabajos para sojuzgarlos. Puesto que algunos de los Ingas siempre procuraron atraer a sí las gentes por las buenas obras que les hazían, y palabras de amistad. Españoles han muerto algunos de estos Indios en diuersas vezes: tanto que el Marqués don Francisco Piçarro embió al capitán
Francisco de Chaues con algunos Christianos, y hizieron la guerra muy temerosa y espantable: porque algunos españoles dizen que se quemaron, y empalaron número grande de Indios.
 Pedro Cieza de León [1553] cap. XCIX fol. 109.

Entre 1555 y 1560, los evangelizadores agustinos, luego de establecer un convento en Huamachuco, continuaron su labor pastoral por la sierra de Trujillo llegando a Conchucos y fundaron en total 6 capillas con sus respectivas advocaciones en Conchucos, Pallasca, Tauca, Corongo, Huandoval y Cabana. Los sacerdotes fundadores de aquellas doctrinas fueron Fernando García como vicario y Fray Alonso de Espinoza como acompañante.